# Аштахма
Аштахма — пресноводное озеро на территории Кестеньгского сельского поселения Лоухского района Республики Карелии.

## Общие сведения
Площадь озера — 1,7 км², площадь водосборного бассейна — 287 км². Располагается на высоте 101,0 м над уровнем моря.
Форма озера продолговатая: оно более чем на три с половиной километра вытянуто с северо-запада на юго-восток. Берега каменисто-песчаные, преимущественно возвышенные.
Через озеро течёт река Елеть, впадающая в озеро Новое, через которое протекает река Кереть, которая, в свою очередь, впадает в Белое море.
Ближе к юго-восточной оконечности Аштахмы расположен небольшой остров без названия.
На западном берегу водоёма располагается урочище Аштахма на месте покинутой одноимённой деревни. Через урочище проходит лесная дорога.
Код объекта в государственном водном реестре — 02020000711102000002460.